# Francesco Maria Casini
Francesco Maria Casini (né le 11 novembre 1648 à Arezzo dans la province d'Arezzo, en  Toscane, alors dans le Grand-duché de Toscane, et mort le 14 février 1719 à Rome) est un cardinal italien du XVIIIe siècle. Il est membre de l'ordre des frères mineurs capucins.

## Biographie
Francesco Maria Casini est un prêcheur connu en France et en Italie. Il est le prêcheur ordinaire du Saint-Père et prêcheur du palais apostolique pendant le pontificat d'Innocent XII. Le pape Clément XI le crée cardinal lors du consistoire du 18 mai 1712.
Il est l'auteur de plusieurs livres, notamment Panegirici sacri (1677), Prediche dette nel Palazzo Apostolico (Rome, 1713) et L'età dell'uomo alle misure del tempo e dell'eternità (Rome, 1712).